# بزرگراه شهید خرازی
بزرگراه شهید خرازی با نام پیشین بزرگراه همت غرب و شماره گذاری بزرگراهی بزرگراه ۱۴ تهران، یک بزرگراه‌ از  تقاطع بزرگراه همت و آزادراه تهران شمال تا ابتدای آزادراه البرز است.

## تقاطع‌ها
| از شرق به غرب                | از شرق به غرب                                            | از شرق به غرب |
| ---------------------------- | -------------------------------------------------------- | ------------- |
|                              | بزرگراه همت بزرگراه آیت‌الله مهدوی کنی آزادراه تهران-شمال |               |
|                              | خیابان جدی اردبیلی                                       |               |
|                              | خیابان زینعلی                                            |               |
|                              | بلوار جنگلبان                                            |               |
|                              | خیابان نهاوند                                            |               |
|                              | بلوار دریاچه                                             |               |
| بازار بزرگ ایران (ایران مال) |                                                          |               |
|                              | بلوار پژوهش                                              |               |
| دوربرگردان                   |                                                          |               |
|                              | بزرگراه دوگاز                                            |               |
|                              | بلوار اردستانی                                           |               |
|                              | آزادراه شهدای البرز                                      |               |
| از غرب به شرق                |                                                          |               |